# Adrian Dodean
Adrian Dodean (* 19. Januar 1985 in Arad) ist ein rumänischer Tischtennisspieler. Er gewann 2009 bei der Europameisterschaft mit der Mannschaft Bronze. Seit der Saison 2018/19 steht Dodean beim SV Union Velbert unter Vertrag.

## National
Mehrere Titel gewann er bei Nationalen rumänischen Meisterschaften:
- 2009 im Einzel
- 2004, 2012, 2013, 2014 im Doppel
- 2006, 2007, 2010 im Mixed

## Turnierergebnisse
| Verband | Veranstaltung               | Jahr | Ort            | Land | Einzel     | Doppel        | Mixed     | Team          |
| ------- | --------------------------- | ---- | -------------- | ---- | ---------- | ------------- | --------- | ------------- |
| ROU     | Weltmeisterschaft           | 2011 | Rotterdam      | NED  | letzte 128 |               |           |               |
| ROU     | Europameisterschaft         | 2013 | Schwechat      | AUT  |            | Qual.         |           |               |
| ROU     | Europameisterschaft         | 2010 | Ostrava        | CZE  |            |               |           |               |
| ROU     | Europameisterschaft         | 2009 | Stuttgart      | GER  | letzte 128 | letzte 64     |           | 3             |
| ROU     | Europameisterschaft         | 2008 | St. Petersburg | RUS  | letzte 128 | Qual.         |           | Viertelfinale |
| ROU     | Jugend-Europameisterschaft  | 2003 | Novi Sad       | SRB  | letzte 32  | letzte 32     |           |               |
| ROU     | Schüler-Europameisterschaft | 1999 | Frýdek-Místek  | CZE  |            | Viertelfinale | letzte 32 |               |

## Privates
Adrian Dodean ist der Bruder der rumänischen Topspielerin Daniela Monteiro-Dodean.